# Nabu-mukin-zeri
Nabu-mukin-zeri – król Babilonii w latach 731 - 729 p.n.e.
Wywodził się z chaldejskiego plemienia Bit-Amukkani. Uzurpował tron co doprowadziło do interwencji asyryjskiego króla Tiglat-Pilesera III w Babilonii. Po trzyletnich walkach został pokonany, a zwycięski król Asyrii objął tron babiloński.